# Хіп-хоп Західного узбережжя
Хіп-хоп Західного узбережжя (англ. West Coast hip hop) — жанр хіп-хопу, до якого, зазвичай, відносять музику та виконавців, які походять із західного реґіону США, на противагу хіп-хопу Східного узбережжя, започаткованому в Нью-Йорку. Ґанґста-реп із Західного узбережжя з точки зору присутності на радіо та результатів продажу почав домінувати на початку 1990-х.

## Історія

### Ранні роки
Дехто вважає, що п'ять елементів хіп-хоп культури (брейкданс, бітбокс, діджеїнґ, ґрафіті та реп) існували на Східному та Західному узбережжях одночасно протягом середини 70-х. Ця теорія суперечить іншому більш загальноприйнятому припущенню про те, що основні елементи хіп-хопу зародилися і культивувалися виключно на Східному узбережжі, в Нью-Йорку, зокрема, на ранніх стадіях існування. Хоча більшість погоджується, що жанр отримав свою назву в Нью-Йорці, дехто стверджує, що культура, яка сильно відображає хіп-хоп Східного узбережжя, з'явилася у той самий час на території Заходу, від Лос-Анджелесу до району затоки Сан-Франциско. Її вважають спільним творінням, яке ймовірно розвивалося через взаємодію людей з різних узбереж.
Відліком появи стилю слід вважати 1978 р., коли заснували Uncle Jamm's Army (початкова назва: Unique Dreams Entertainment). Гурт перебував під впливом Прінса, хіп-хопу Східного узбережжя, Kraftwerk, Funkadelic та ін. У 1980 колектив стає організатором найкращих вечірок Лос-Анджелесу. 1983 року лідер гурту Роджер Клейтон після прослуховування альбому Funkadelic Uncle Jam Wants You змінює назву на Uncle Jamm's Army. У 1984 видано перший окремок «Dial-a-Freak». Роком раніше Egyptian Lover випустив альбом On the Nile, який містив популярний сингл «Egypt, Egypt». Алонцо Вільямс, колишній комптонський танцівник локінґу, сформував електро-хоп колектив World Class Wreckin' Cru, до складу якого увійшли Dr. Dre та DJ Yella, майбутні учасники N.W.A. Вільямс заснував лейбл Kru-Cut Records та студію звукозапису у глибині свого комптонського нічного клубу Eve's After Dark. Приміщення було місцем, де місцевий торговець наркотиками Eazy-E та Джеррі Геллер вирішили заснувати лейбл Ruthless Records. Також у цьому місці Dr. Dre та DJ Yella познайомилися з гehnjv CIA, куди входив Ice Cube, майбутній учасник N.W.A та один з найкращих реперів Лос-Анджелеса, Sir Jinx, двоюрідний брат Дре, та K-Dee. Але найбільшою рушійною силою поширення стилю стала радіостанція 1580 KDAY AM та її діджей Ґреґ «Mack Attack» Мек.
Творчість N.W.A була поєднанням робіт Ice-T та Public Enemy. Дебютна студійна платівка Straight Outta Compton отримала платиновий статус, реліз став першим альбомом, що досяг такого результату без підтримки серйозних організацій. У 1988, коли колектив був у зеніті слави, Eazy-E видав сольну платівку Eazy Duz It. Згодом гурт розпався через фінансові протиріччя.
Наприкінці 1993 Тупак Шакур сформував гурт Thug Life. Дебютний і одночасно останній студійний альбом Thug Life: Volume 1 видали 26 вересня 1994, він отримав золотий статус. Реліз містив сингл «Pour Out a Little Liquor», спродюсований Джонні «J» Джексоном, який також зробив внесок до більшої частини сольного релізу Шакура All Eyez on Me. Музика й погляди Тупака сягають своїм корінням багатьох американських, афроамериканських та світових ідеологій, зокрема чорного націоналізму партії Чорних Пантер та егалітаризму. Його дебютний альбом 2Pacalypse Now показав суспільно-свідомий бік репера. У піснях «Brenda's Got a Baby», «Trapped» та «Part Time Mutha» Тупак розповідає про соціальну несправедливість, бідність і поліцейську жорстокість. Репер став одним з перших реперів із Західного узбережжя, хто почав читати реп на цю тематику. До цього про це співали, зазвичай, виконавці із Східного узбережжя.

### Війна між Східним та Західним узбережжями
Репери Східного узбережжя намагалися відновити своє домінування на хіп-хоп сцені. Однак виконавці з Death Row Records продовжували залишатися дуже популярними, особливо після підписання на лейбл Тупака. Конфлікт розпочався 1994 року після нападу на Шакура у Нью-Йорці. Репер звинуватив у цьому артиста й президента лейбла Bad Boy Records — The Notorious B.I.G. та Puff Daddy. До війни також долучились сторонні репери — Nas, Mobb Deep, LL Cool J та ін. Конфлікт закінчився вбивствами Тупака й Біґґі. Незабаром Дідді та Снуп Доґґ виступили в одній телевізійній передачі, де потиснули один одному руки на знак примирення.

### Рання хіп-хоп сцена Західного узбережжя
У 1981 Даффі Гукс заснував Rappers Rapp Records, перший хіп-хоп лейбл на Західному узбережжі, бувши під враженням від нью-йоркського лейблу Sugar Hill Records. Першим підписантом став дует Disco Daddy та Captain Rapp. Їхнім першим синглом стала пісня «Gigolo Rapp». У 1983 Captain Rapp створив класичний трек «Bad Times», який досі можна почути на радіо. У 1981 також з'явивсся гурт Rappers Rapp Group. До нього входили King MC, Lovin C, MC Fosty, DJ Flash, Macker Moe та Mr. Ice. Певний час потому гурт розпався, через те, що MC Fosty та Lovin C покинули його склад і випустили сингл «Radio Activity Rapp» (продюсер: Річ Кейсон) та «When Doves Cry Rapp». DJ Flash та King MC створили дует The Future MC's і записали два гіта «State of Shock Rapp» та «Erotic City Rapp» і пісню «Beverly Hills Rapp». У середині 80-х Mixmaster Spade зі своїми друзями стали представниками ранньої форми ґанґста-репу. У 1985, за три роки до створення пісні Straight outta Compton N.W.A, Тодді Ті, протеже Mixmaster Spade, записав перший гімн Південного Лос-Анджелеса, «The Batteram».

## Альтернативна та андеґраундна сцени
На початку 90-х багато лос-анджелеських талановитих реперів відвідували Good Life Cafe, де вони вдосконалювали свої навички та майстерність. З кінця 1980-х до середини 1990-х Abstract Rude, Ahmad, Jurassic 5, the Pharcyde, Skee-Lo, Kurupt та ін. виступали тут щочетверга на вечірніх шоу, де кожен охочий міг зарекомендувати себе на сцені.

## Яскраві представники
- 2Pac
- Dr. Dre
- Eazy-E
- Ice Cube
- N.W.A
- Снуп Доґґ
- Xzibit
- Cashis
- The Game
- Warren G
- Nate Dogg
- Tha Dogg Pound
- Ice-T
- WC
- Digital Underground
- Too Short
- Slim the Mobster